# アントン・シュナック
アントン・シュナック（Anton Schnack、1892年7月21日 - 1973年9月26日）は、ドイツの詩人。
バイエルン州リーネック生まれ。ミュンヘン大学で哲学を学び、1908年から1929年まで新聞の文芸欄、演劇評論、海外通信などを担当した。また第一次世界大戦に従軍した。
著書には詩集「欲望の歌」(1919年)、「憧れからの旅立ち」(1954年)、「フランケンのぶどう旅行」(1964年)などがある。カール・アム・マインで没した。兄は著名な作家、詩人フリードリヒ・シュナック（Friedrich Schnack）である。